# ماركوس أستينا
ماركوس أستينا (بالإسبانية: Marcos Astina)‏ (21 يناير 1996 ببوينس آيرس في الأرجنتين - ) هو لاعب كرة قدم أرجنتيني في مركز الوسط. شارك مع منتخب الأرجنتين تحت 17 سنة لكرة القدم. أما مع النوادي، فقد لعب مع نادي لانوس.

## وصلات خارجية
- ماركوس أستينا على موقع الاتحاد الدولي (مؤرشف)  (الإنجليزية)
- ماركوس أستينا على موقع قاعدة بيانات كرة القدم.إي يو (الإنجليزية)
- ماركوس أستينا على موقع Soccerway.com (الإنجليزية)